# 平戸市立大島中学校
平戸市立大島中学校（ひらどしりつ おおしまちゅうがっこう、Hirado City Oshima Junior High School）は、長崎県平戸市大島村前平（的山大島）にある公立中学校。

## 概要
歴史
1947年（昭和22年）の学制改革により開校した。2012年（平成24年）に創立65周年を迎えた。
校訓
「郷土を愛し明るく素直でたくましく」
校章
中央に八稜鏡の絵と「中」の文字を置いている。
校歌
作詞は甫守哲治、作曲は内野省吾による。歌詞は2番まであり、両番とも「大島中学校」で終わる。
校区
的山大島全域。小学校区は平戸市立大島小学校。

## 沿革
- 1947年（昭和22年）4月1日 - 学制改革（六・三制の実施）により、旧・大島村国民学校の高等科および旧・大島村青年学校が改組され、「大島村立大島中学校」となる。
  - 校舎完成までの間、小学校に併設。小学校教室と旧・青年学校の教室を使用。
- 1949年（昭和24年）- 校歌を制定。
- 1950年（昭和25年）
  - 帽章とバッジを制定。
  - 長崎県立平戸高等学校[3]大島分校（昼間定時制普通科）が併設される。
- 1952年（昭和27年）3月31日 - 校舎が完成し、小学校との併設を解消。
- 1999年（平成11年）3月16日 - 体育館が完成。
- 2005年（平成17年）10月1日 - 平戸市との合併に伴い、「平戸市立大島中学校」（現校名）に改称。
- 2008年（平成20年）3月26日 - 運動場を改修。

## 学校行事
3学期制
1学期
- 4月 - 着任式、始業式、入学式、地区生徒会、避難訓練、歓迎遠足、家庭訪問、授業参観
- 5月 - ふれあい運動会（小学校と合同）、水産教室（ワカメの種付け）、平戸市中学校総合体育大会（球技）
- 6月 - ｢人に学ぶ時間」開校式、生徒総会、3年実力考査、平戸市中学校総合体育大会（陸上競技）、期末考査（～7月初めまで）
- 7月 - 授業参観、地区生徒会、3年職場体験学習、終業式、3年野外活動体験キャンプ、長崎県中学校総合体育大会、九州合唱コンクール長崎県予選
- 8月 - 球技大会、平和集会（9日 長崎原爆の日）、全校登校日

2学期
- 9月 - 始業式、3年実力考査、地区生徒会、3年修学旅行、高校説明会
- 10月 - スケッチ大会、平戸市中学校総合体育大会（駅伝）、｢人に学ぶ時間｣閉校式、総合学習発表会
- 11月 - 3年実力テスト、水産教室、三者面談、薬物乱用防止教室、期末考査
- 12月 - 水産教室、地区生徒会、生徒会役員選挙、人権集会、授業参観、終業式

3学期
- 1月 - 始業式、3年実力考査、生徒会役員引き継ぎ式、小学生による中学校訪問、中学校説明会、水仙ロードフェスティバル
- 2月 - 授業参観、学年末考査
- 3月 - 長崎県公立高校入試、送別行事、水産教室（ワカメの収穫）、卒業式、修了式、離任式

## 部活動
運動部
- ソフトテニス部
- 音楽部
- 美術部

## アクセス
島外から
平戸市が平戸港と的山大島の神浦港の間に「第二フェリー大島」を運航。
最寄りのバス停
- 大島村産業バス[5]　「学校前」バス停

最寄りの県道
- 長崎県道159号大根坂的山線

## 周辺
- 大島村保育所
- 平戸市立大島小学校
- 旧・長崎県立猶興館高等学校大島分校 - 2012年（平成24年）に閉校した。
- 平戸市立大島学校給食共同調理場
- 平戸市大島高齢者生活福祉センター
- NTT平戸大島交換所

## 参考資料
- 「大島村郷土誌」（1989年（平成元年）3月, 大島村教育委員会）

## 関連事項
- 長崎県中学校一覧
- 大島中学校 - 同名の中学校。